# Panteó egipci
El panteó egipci és el panteó de l'antic Egipte on practicaven el politeisme (hi va haver multitud de déus). Algunes divinitats van ser creades fusionant les característiques de diversos déus. Per als antics egipcis, el ca dels déus residia a la Terra, en les imatges dels seus temples, i per calia venerar-les. Per això, pregaven, ballaven, cantaven i els duien ofrenes d'objectes valuosos i aliments.
Durant més de tres mil anys de la Història de l'antic Egipte, la religió amb prou feines va evolucionar. No obstant això, en alguns períodes, certs déus es van tornar predominants mentre que altres passaven a un segon pla, cada culte, era originari d'una regió diferent, i la importància de cada déu també variava segons la influència d'aquesta regió en la resta d'Egipte. Akhenaton, conegut modernament com el faraó herètic, va imposar, durant el seu curt regnat, un culte monoteista (o henoteisme) centrat en la veneració del disc solar: Aton.
Els déus eren éssers invisibles, generalment, com Horus, encara que podien encarnar-se en éssers tangibles, com el faraó, o ser el ca de certs animals, com el bou Apis.
Els déus més importants de l'Imperi Nou van ser: Ptah, Amon i Ra.

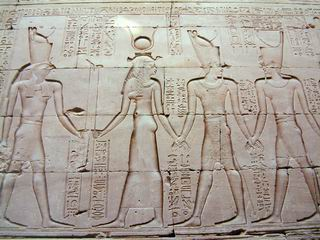
Jeroglífics

## Culte als animals
Molts animals eren considerats sagrats per a determinades deïtats:
| Deïtat       | Animal        |
| ------------ | ------------- |
| Ptah         | Bou           |
| Thoth        | Ibis/Babuí    |
| Amon         | Corder        |
| Horus/Ra     | Falcó         |
| Anubis       | Xacal / Gos   |
| Sobek        | Cocodril      |
| Hathor       | Vaca          |
| Sekhmet      | Lleó          |
| Nekhbet      | Voltor        |
| Ejo o Wadjet | Cobra egípcia |
| Khepri       | Escarabat     |
| Geb          | Oca egípcia   |

## Deïtats de la mitologia egípcia
Les principals divinitats egípcies, per ordre alfabètic, segons el seu nom egipci, hel·lenitzat i les deïtats gregues relacionades:
| Nom egipci  | Nom grec | Deïtat grega equivalent | Iconografia: Cos                       | Ésser o ens associat                   | Corona                                | Característiques                                 |
| ----------- | -------- | ----------------------- | -------------------------------------- | -------------------------------------- | ------------------------------------- | ------------------------------------------------ |
| Amen        | Amon     | Zeus                    | Home                                   | moltó                                  | Dues plomes                           | Déu creador                                      |
| Inpu        | Anubis   | Hermes                  | Home                                   | Ca egipci                              |                                       | Déu de la momificació                            |
| Anuket      | Anukis   |                         | Dona                                   | Gasela                                 | Tocat de plomes                       | Deessa del Nil i de l'aigua                      |
| Hepu        | Apis     | Dionís                  | Bou                                    | Bou                                    | Disc solar                            | Déu de la fertilitat                             |
| Iten        | Aton     |                         | Disc solar amb rajos                   | El Sol                                 |                                       | Déu solar creador                                |
| Itemu       | Atum     |                         | Home                                   | Au Fènix o moltó                       | corona doble                          | Déu solar creador                                |
| Bastet      | Bastis   | Artemisa                | Dona                                   | Gata                                   |                                       | Deessa lunar protectora de la llar               |
| Keb         | Geb      | Cronos                  | Home verd                              | La Terra                               | Oca                                   | Déu creador                                      |
| Hep         | Hapy     |                         | Home panxut                            | El riu Nil                             | Planta de lotus                       | Déu de la inundació                              |
| Hut-Hor     | Hathor   | Afrodita                | Dona                                   | Vaca                                   | Disc solar                            | Deessa de l'amor i la felicitat                  |
| Hor         | Horus    | Apol·lo                 | Home                                   | Falcó                                  | corona doble                          | Déu del Cel                                      |
| Imhotep     | Imutes   | Asclepi                 | Home assegut amb un papir              | La saviesa                             | Casquet                               | Déu de la medicina i els mestres                 |
| Ast         | Isis     | Demèter                 | Dona                                   | Arbre                                  | Tron                                  | Deessa protectora                                |
| Khepri      |          |                         | Home o escarabat                       | La transformació. Escarabat            |                                       | Déu solar autocreat                              |
| Jnum        | Jnoumis  |                         | Home                                   | moltó                                  | Corona Atef                           | Déu de la Creació                                |
| Jonsu       |          |                         | Home                                   | Falcó                                  | Disc solar i Lluna                    | Déu lunar, protector dels malalts                |
| Maat        |          |                         | Dona                                   | Harmonia còsmica                       | Ploma d'estruç                        | Veritat, Justícia i Harmonia                     |
| Mesjenet    |          |                         | Cos de dona o maó                      | Dona o vaca                            | Dues vegetals corbats                 | Deessa protectora de la maternitat i la infància |
| Menu        | Min      | Pan                     | Humà itifàlic                          | Toro blanc o lleó                      | Dues plomes                           | Déu lunar, de la fertilitat i la vegetació       |
| Montu       | Month    |                         | Home                                   | Falcó                                  | Disc solar                            | Déu solar i de la guerra                         |
| Mut         |          | Hera                    | Dona                                   | Voltor, vaca o lleona                  | corona doble                          | Deessa mare, origen de la creació                |
| Nebet-Het   | Neftis   |                         | Dona                                   | Milà                                   | La seva jeroglífic                    | Deessa de la foscor                              |
| Nejbet      |          | Ilitia                  | Voltor o dona                          | Voltor                                 | Corona Blanca                         | Deessa protectora, en naixements i guerres       |
| Net         | Neith    | Atenea                  | Dona amb arc                           | Òliba, abella, escarabat, etc.         | Corona Roja                           | Deessa de la guerra i la caça                    |
| Nut         | Nut      | Rea                     | Dona amb cos arquejat                  | La volta celeste                       | Gerro d'aigua                         | Deessa del Cel, creadora de l'univers            |
| Rostir      | Osiris   | Hades                   | Home momificat                         | El Gran jutge                          | Corona Blanca                         | Déu de la resurrecció                            |
| Ptah        |          | Hefest                  | Home momificat                         | El Nun primigeni                       | Casquet                               | Déu creador i dels artesans                      |
| Ra          |          | Zeus                    | Home                                   | Falcó                                  | Disc solar                            | Déu Solar, demiürg                               |
| Satet       | Satis    | Hera                    | Dona                                   | Antílop                                | Corona Blanca                         | Deessa protectora del faraó                      |
| Sejmet      | Sacmis   |                         | Dona                                   | Lleona                                 | Disc solar                            | Deessa de la guerra                              |
| Serket Heru | Selkis   | Hècate                  | Dona o lleona                          | Escorpí                                | Escorpí                               | Deessa protectora de la màgia                    |
| User-Hep    | Serapis  | Zeus                    | Home barbut                            | Toro                                   | Cistell                               | Déu oficial d'Egipte i Grècia                    |
| Seshat      |          |                         | Dona                                   | L'astronomia                           | Estrella                              | Deessa de l'escriptura i el calendari            |
| Subtilesa   | Seth     | Tifó                    | Home                                   | El desert                              |                                       | Déu protector-destructor i del mal               |
| Shu         |          | Agatodemon              | Home                                   | L'atmosfera. Lleó                      | Ploma                                 | Déu de l'aire i la llum                          |
| Sobek       | Sucos    | Helios                  | Home                                   | Cocodril                               | Corona Atef                           | Déu del Nil                                      |
| Sokar       | Sokaris  |                         | Home momificat                         | Falcó                                  | Corona Atef                           | Déu de la foscor i la Duat                       |
| Sopdet      | Sotis    |                         | Dona                                   | L'estrella sírius. Gos o milà          | Corona Blanca                         | La mare i germana del faraó                      |
| Tatenen     |          |                         | Home. El Turó primordial. Moltó o serp | Banyes retorçades i dos plomes         | Déu creador i del que neix sota terra |                                                  |
| Taurt       | Tueris   |                         | Dona                                   | Hipopòtam                              | Disc solar                            | Deessa de la fertilitat i protectora de dones    |
| Tefnut      | Tfenis   |                         | Dona                                   | Leone                                  | Disc solar i dos uraeus               | Deessa guerrera i de la humitat                  |
| Dyehuty     | Thot     | Hermes                  | Home                                   | Ibis o mandrí                          | Disc solar                            | Déu de la saviesa i l'escriptura                 |
| Uadyet      | Uto      | Leto                    | Dona o cobra                           | La calor ardent del sol cobra o lleona | Corona Roja                           | Deessa protectora del faraó                      |
| Upuaut      | Ofois    | Ares                    | Gos negre de cap blanc                 | Gos negre o xacal                      |                                       | Déu de la guerra i la Duat                       |